# Gladiator II
Gladiator II is een Amerikaans-Britse historische dramafilm uit 2024, geregisseerd en mede geproduceerd door Ridley Scott. De film is een sequel op Gladiator (2000). De hoofdrollen worden vertolkt door Paul Mescal, Pedro Pascal, Connie Nielsen en Denzel Washington.

## Verhaal
Zestien jaar na de oorspronkelijke gebeurtenissen in Gladiator woont Lucius, de kleinzoon van Romes voormalige keizer Marcus Aurelius en zoon van Lucilla, met zijn vrouw en kind in Numidia. Romeinse soldaten onder leiding van generaal Marcus Acacius vallen binnen en dwingen Lucius tot slavernij. Geïnspireerd door het verhaal van Maximus besluit Lucius te vechten als gladiator terwijl hij zich verzet tegen de heerschappij van de jonge keizers Caracalla en Geta.

## Rolverdeling
| Acteur            | Personage               |
| ----------------- | ----------------------- |
| Paul Mescal       | Lucius Verus            |
| Pedro Pascal      | generaal Marcus Acacius |
| Connie Nielsen    | Lucilla                 |
| Denzel Washington | Macrinus                |
| Joseph Quinn      | keizer Geta             |
| Fred Hechinger    | keizer Caracalla        |
| Lior Raz          | Viggo                   |
| Derek Jacobi      | senator Gracchus        |
| Peter Mensah      | Jugurtha                |
| Matt Lucas        | ceremoniemeester        |
| Alexander Karim   | Ravi                    |
| Yuval Gonen       | Arishat                 |
| Richard McCabe    | Quaestor                |
| Tim McInnerny     | senator Thraex          |
| Alec Utgoff       | Darius                  |
| Rory McCann       | generaal Tegula         |
| Yann Gael         | Bostar                  |
| Riana Duce        | Hyacinthia              |

## Productie
In juni 2001 begonnen de ontwikkelingen voor een vervolg op Gladiator (2000) die een prequel of een sequel zou kunnen zijn, waarbij David Franzoni in vroege onderhandelingen was om opnieuw als scenarioschrijver te dienen. Het jaar daarop werd aangekondigd dat er een sequel zou komen, met John Logan als scenarioschrijver. In september 2003 kondigde Ridley Scott aan dat het script voltooid was, terwijl hij bevestigde dat het verhaal zich voornamelijk zou concentreren rond de geheime zoon van Maximus, namelijk Lucius. DreamWorks Pictures verkocht in 2006 de rechten op onder andere Gladiator aan Paramount Pictures waardoor de ontwikkeling van het vervolg werd stopgezet. In november 2018 werd aangekondigd dat Paramount "groen licht" gaf voor de ontwikkeling van een vervolg. Scott was in vroege onderhandelingen om opnieuw als regisseur te dienen, met een script geschreven door Peter Craig. In november 2021 werd onthuld dat David Scarpa door Scott gevraagd werd om het script te herschrijven.
In januari 2023 werd Paul Mescal gecast als de volwassen Lucius, terwijl ook werd gemeld dat Arthur Max en Janty Yates, respectievelijk de productieontwerper en kostuumontwerper van de originele film, ook weer zouden mee werken aan het vervolg. De daaropvolgende maanden werd de rest van de cast bekendgemaakt.

### Filmopnames
De filmopnames gingen van start in juni 2023 in Ouarzazate, Marokko met extra filmlocaties gepland in Malta en het Verenigd Koninkrijk in de daaropvolgende vier maanden. Het filmen werd in juli opgeschort vanwege de SAG-AFTRA-staking in 2023 en werd op 4 december in Malta hervat en op 17 januari 2024 afgerond. Er werden in juni 2024 extra scenes gefilmd in de South Downs bij Devil's Dyke, Sussex.

### Muziek
In januari 2024 werd gemeld dat Harry Gregson-Williams de filmmuziek aan het componeren was en het stokje overnam van Hans Zimmer en Lisa Gerrard die de muziek voor de eerste film componeerden. Zimmer besloot niet terug te keren omdat hij zijn werk uit de eerste film niet wilde herhalen.

## Release en ontvangst
De film ging in première op 30 oktober 2024 in Sydney.
Gladiator II werd internationaal uitgebracht, inclusief in het Verenigd Koninkrijk, op 15 november 2024, en later in de Verenigde Staten en Canada op 22 november, door Paramount Pictures. Universal Pictures weigerde het vervolg mede te financieren of in het buitenland te distribueren vanwege het dure productiebudget, waardoor alleen Paramount overbleef als de wereldwijde distributeur.
Op 1 juli 2024 werd aangekondigd dat de Amerikaanse releasedatum van de film zou worden gedeeld met de eerste film van de tweedelige verfilming van de musical Wicked (van Universal Pictures), waarvan de datum werd verplaatst van 27 november om concurrentie met Moana 2 te vermijden. Dit leidde tot speculaties of het samen uitbrengen van de twee films zou kunnen resulteren in een scenario dat vergelijkbaar was met het Barbenheimer-fenomeen als gevolg van de release van de films Barbie en Oppenheimer samen op 21 juli 2023.
De film kreeg overwegend positieve kritieken van de filmcritici, met een score van 71% op Rotten Tomatoes, gebaseerd op 380 beoordelingen.

### Kassaopbrengsten
Gladiator II ging in de Amerikaanse bioscopen in première naast Wicked met de verwachting van een bruto opbrengst in het openingsweekend van 65 miljoen Amerikaanse dollars in 3573 bioscopen. De film bracht uiteindelijk 55,5 miljoen dollar op in zijn openingsweekend en eindigde daarmee op de tweede plaats aan de kassa. Op 24 november 2024 had de film, samen met de opbrengst van 165,5 miljoen dollar in de andere gebieden, een totale opbrengst van 221 miljoen dollar.

## Prijzen en nominaties
De belangrijkste:
| Jaar | Prijs         | Categorie                              | Genomineerde(n)                        | Uitslag     |
| ---- | ------------- | -------------------------------------- | -------------------------------------- | ----------- |
| 2025 | Golden Globes | Beste mannelijke bijrol in een film    | Denzel Washington                      | Genomineerd |
| 2025 | Golden Globes | "Cinematic and Box Office Achievement" | "Cinematic and Box Office Achievement" | Genomineerd |